# 이천 중리 삼층석탑
이천 중리 삼층석탑(利川 中里 三層石塔)은 대한민국 경기도 이천시에 있는 고려시대의 삼층석탑이다. 1981년 7월 16일 경기도의 유형문화재 제106호로 지정되었다.
이 탑은 단층 기단 위에 3층 탑신을 올려 만들었는데 신라의 삼국통일을 계기로 백제와 신라의 두 양식을 종합하여 이루어진 한구 석탑의 일반적인 모습으로 고려 전기에 만들어진 것으로 추정된다.
이 탑은 지대석 위에 2단의 받침을 올렸으며 4장의 판석으로 엇물리게 세운 기단에는 모서리 기둥을 새겼다. 탑몸돌과 지불동은 하나의 돌로 만들었으며 탑신에도 모서리 기둥을 조각하였다.
지붕돌의 아랫쪽에는 1층과 2층은 5단, 3층은 4단의 지붕받침이 있고 낙수면의 경사는 완만하고 추녀는 수평을 이루다가 끝에 가서 반전을 보이고 있다.
원래 이천시 진리에 쓰러져 있던 것을 1972년에 이천시청 내로 이전하여 복원하였다.

## 참고 자료
- 이천중리삼층석탑 - 국가유산청 국가유산포털